# Bufo inyangae
Cóc Inyanga (Bufo inyangae) là một loài cóc thuộc họ Bufonidae.
Loài này có ở Zimbabwe và có thể cả Mozambique.
Môi trường sống tự nhiên của chúng là đồng cỏ nhiệt đới hoặc cận nhiệt đới vùng đất cao, đầm nước ngọt có nước theo mùa, và vùng nhiều đá.
Chúng hiện đang bị đe dọa vì mất nơi sống.